# Jakovlev Jak-112
Jakovlev Jak-112 je ruský cvičný, dopravní a přepravní hornoplošník z 90. let 20. století. První prototyp stroje vzlétl 20. října 1992. Letoun se užívá pro přepravu až tří pasažérů, dopravu nákladu do hmotnosti 270 kg (např. pošta), na vlekání kluzáků, pro kontrolu ropovodů, pro lékařské účely, pro cvičné účely apod.

## Specifikace

### Technické údaje
- Osádka: 1
- Kapacita: 3 cestující
- Rozpětí: 10,25 m
- Délka: 6,96 m
- Výška: 2,90 m
- Nosná plocha: 16,96 m²
- Hmotnost prázdného stroje: 950 kg
- Maximální vzletová hmotnost: 1520 kg
- Pohonná jednotka: Textron Lycoming
- Výkon pohonné jednotky: 190 kW

### Výkony
- Maximální rychlost: 230 km/h
- Dostup: 4000 m
- Dolet: 1000 km